# Saint-Civran
Saint-Civran – miejscowość i gmina we Francji, w Regionie Centralnym, w departamencie Indre. Nazwa miejscowości pochodzi od imienia św. Cypriana.
Według danych na rok 1990 gminę zamieszkiwało 158 osób, a gęstość zaludnienia wynosiła 14 osób/km² (wśród 1842 gmin Regionu Centralnego, Saint-Civran plasuje się na 979. miejscu pod względem liczby ludności, natomiast pod względem powierzchni na miejscu 1080.).
Przez miejscowość przepływa rzeka Abloux.